# Indiana Pacers 1979-1980
La stagione 1979-80 degli Indiana Pacers fu la 4ª nella NBA per la franchigia.
Gli Indiana Pacers arrivarono quarti nella Central Division della Eastern Conference con un record di 37-45, non qualificandosi per i play-off.

## Roster
| N°    | Naz.                   | Ruolo | Sportivo        | Anno | Alt. | Peso |
| ----- | ---------------------- | ----- | --------------- | ---- | ---- | ---- |
| 5     | Stati Uniti (bandiera) | A     | John Kuester    | 1955 | 188  | 82   |
| 7     | Stati Uniti (bandiera) | GA    | Dudley Bradley  | 1957 | 198  | 88   |
| 8     | Stati Uniti (bandiera) | A     | Mickey Johnson  | 1952 | 208  | 86   |
| 10    | Stati Uniti (bandiera) | A     | Corky Calhoun   | 1950 | 201  | 95   |
| 10-11 | Stati Uniti (bandiera) | G     | Joe Hassett     | 1955 | 196  | 82   |
| 13    | Stati Uniti (bandiera) | G     | Ron Carter      | 1956 | 196  | 86   |
| 16    | Stati Uniti (bandiera) | G     | Johnny Davis    | 1955 | 188  | 77   |
| 22    | Stati Uniti (bandiera) | A     | Alex English    | 1954 | 201  | 86   |
| 25    | Stati Uniti (bandiera) | GA    | Billy Knight    | 1952 | 198  | 88   |
| 30    | Stati Uniti (bandiera) | G     | Phil Chenier    | 1950 | 191  | 82   |
| 30    | Stati Uniti (bandiera) | G     | Brad Davis      | 1955 | 191  | 82   |
| 30    | Stati Uniti (bandiera) | AC    | George McGinnis | 1950 | 203  | 107  |
| 40    | Stati Uniti (bandiera) | AC    | James Edwards   | 1955 | 213  | 102  |
| 42    | Stati Uniti (bandiera) | AC    | Mike Bantom     | 1951 | 206  | 91   |
| 44    | Stati Uniti (bandiera) | A     | Tony Zeno       | 1957 | 203  | 95   |
| 45    | Stati Uniti (bandiera) | AC    | Clemon Johnson  | 1956 | 208  | 109  |

## Staff tecnico
- Allenatore: Slick Leonard
- Vice-allenatore: Jerry Oliver
- Preparatore atletico: David Craig